# Check Point
Check Point je multinacionalni pružatelj softvera i kombiniranih hardverskih i softverskih proizvoda za IT sigurnost (uključujući mrežnu sigurnost, sigurnost krajnje točke, oblak sigurnost, mobilnu sigurnost, sigurnost podataka i upravljanje sigurnošću).
Od 2019. tvrtka ima oko 5000 zaposlenika širom svijeta. Sjedišta tvrtke se nalaze u Tel Avivu (Izrael) i San Carlosu (Kalifornija), a razvojni centri su u Izraelu i Bjelorusiji. Tvrtka ima urede na preko 70 lokacija širom svijeta, uključujući glavne urede u Sjevernoj Americi, 10 u Sjedinjenim Američkim Državama (uključujući San Carlos, Kaliforniju i Dallas, Texas), 4 u Kanadi (uključujući Ottawu, Ontario), kao i u Europi (London, Parizu, Münchenu, Madridu) i u Azijsko-pacifičkoj regiji (Singapur, Japan, Bengaluru, Sydney).